# (32946) 1995 WZ17
(32946) 1995 WZ17 est un astéroïde de la ceinture principale d'astéroïdes découvert en 1995.

## Description
(32946) 1995 WZ17 a été découvert le 17 novembre 1995 à l'observatoire de Kitt Peak, situé dans l'Arizona (États-Unis), par le projet Spacewatch de l’université de l'Arizona.

### Caractéristiques orbitales
L'orbite de cet astéroïde est caractérisée par un demi-grand axe de 3,15 ua, un périhélie de 3,04 ua, une excentricité de 0,03 et une inclinaison de 8,19° par rapport à l'écliptique. Du fait de ces caractéristiques, à savoir un demi-grand axe compris entre 2 et 3,2 ua et un périhélie supérieur à 1,666 ua, il est classé, selon la JPL Small-Body Database, comme objet de la ceinture principale d'astéroïdes.

### Caractéristiques physiques
(32946) 1995 WZ17 a une magnitude absolue (H) de 14,8 et un albédo estimé à 0,237.